# Rocco Mediate

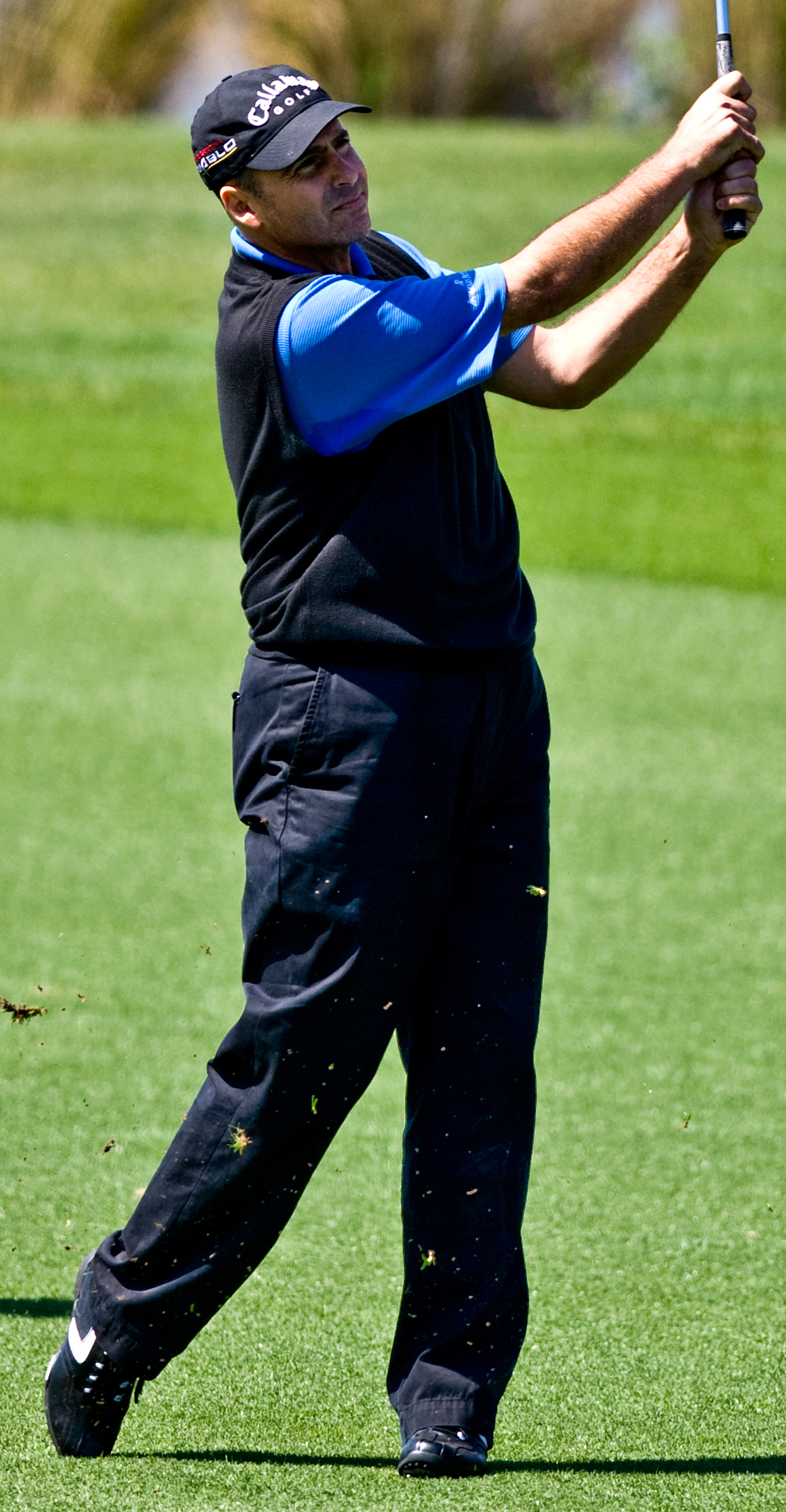
Rocco Mediate

Rocco Mediate (Greensburg, 16 december 1962) is een Amerikaanse professioneel golfer.
De vader van Rocco heeft een Italiaanse achtergrond en was kapper. Rocco ging naar school op het Florida Southern College en speelde daar in het golfteam. Een van zijn teamgenoten was Lee Janzen die later ook op de Amerikaanse PGA Tour is gaan spelen.

## Professional
Mediate werd in 1985 professional. Hij had vaak rugproblemen en was een van de eerste pro's die een lange putter ging gebruiken. Hij was in 1991 de eerste speler met een lange putter die een toernooi op de Amerikaanse Tour won. In 1999 werd hij aan zijn rug geopereerd, waarna hij een paar jaar niet kon spelen. In 2003 was hij zover hersteld dat hij weer een gewone putter ging gebruiken.
In 2010 speelde Mediate voor de 15de keer het US Open. Zijn beste ronde tijdens het US Open was in 2001, hij maakte in 2001 tijdens de 3de ronde op Southern Hills een score van 63. In 2008 eindigde hij op de 2de plaats op Torrey Pines. 

### Gewonnen

#### Amerikaans PGA Tour
- 1991: Doral-Ryder Cup na play-off tegen Curtis Strange
- 1993: kMart Greater Greensboro Open na play-off tegen Steve Elkington
- 1999: Phoenix Open
- 2000: Buick Open
- 2002: Greater Greensboro Chrysler Classic

#### Elders
- 1999: Callaway Golf Pebble Beach Invitational
- 2000: Wendy's 3-Tour Challenge (met Notah Begay III en Phil Mickelson)
- 2002: Franklin Templeton Shootout (met Lee Janzen)
- 2003: CVS Charity Classic (met Jeff Sluman)